# Канцлер Российской империи
Канцлер Российской империи — гражданский (статский) чин 1-го класса в Табели о рангах.
Соответствовал генерал-адмиралу на флоте, генералу-фельдмаршалу в армии и действительному тайному советнику 1-го класса. Форма титулования (обращения): Ваше высокопревосходительство.
Канцлеры занимали высшие гражданские (статские) должности в Российской империи. Чаще всего этот чин присваивался министрам иностранных дел. Если министр обладал чином II класса (действительный тайный советник), он мог именоваться вице-канцлером.
За всю историю Российской империи канцлеров было меньше, чем царствующих монархов. Как правило (за исключением периода Наполеоновских войн), в государстве был только один канцлер, а между смертью предыдущего канцлера и получением чина новым нередко проходили годы.
Последние 50 лет (с назначения Горчакова) существования монархии этот чин никому не присваивался, хотя формально отменён не был. Последние 35 лет (со смерти Горчакова) Российская империя прожила без канцлера.

## Канцлеры Российской империи
| №                                              | Портрет | ФИО канцлера (годы жизни) | Полномочия | Полномочия | Вице-канцлер | Вице-канцлер | Глава государства | Примечания |
| №                                              | Портрет | ФИО канцлера (годы жизни) | Начало     | Конец      | Вице-канцлер | Вице-канцлер | Глава государства | Примечания |
| ---------------------------------------------- | --- | --- | ---------- | ---------- | --- | --- | --- | --- |
| 1                                              | | Головин Фёдор Алексеевич (1650—1706) | 1699       | 1706       | Шафиров Пётр Павлович (официально стал вице-канцлером в 1709, но вторым человеком в Посольском приказе стал в 1704, и пробыл в этой должности до 1723)                                  | Шафиров Пётр Павлович (официально стал вице-канцлером в 1709, но вторым человеком в Посольском приказе стал в 1704, и пробыл в этой должности до 1723) | Пётр I | Глава Посольского приказа (с 1699 по 1706), который стал именоваться на европейский манер «канцлером».                                                                                                  |
| 2                                              | | Головкин Гавриил Иванович (1660—1734) | 1706       | 1734       | Шафиров Пётр Павлович (официально стал вице-канцлером в 1709, но вторым человеком в Посольском приказе стал в 1704, и пробыл в этой должности до 1723)                                  | Шафиров Пётр Павлович (официально стал вице-канцлером в 1709, но вторым человеком в Посольском приказе стал в 1704, и пробыл в этой должности до 1723) | Пётр I | Глава Посольского приказа (с 1699 по 1706), который стал именоваться на европейский манер «канцлером».                                                                                                  |
| 2                                              | Назначен канцлером в 1706 году после смерти Головина. По совместительству был президентом Коллегии Иностранных дел. | Головкин Гавриил Иванович (1660—1734) | 1706       | 1734       | Шафиров Пётр Павлович (официально стал вице-канцлером в 1709, но вторым человеком в Посольском приказе стал в 1704, и пробыл в этой должности до 1723)                                  | Шафиров Пётр Павлович (официально стал вице-канцлером в 1709, но вторым человеком в Посольском приказе стал в 1704, и пробыл в этой должности до 1723) | Пётр I | |
| 2                                              | Остерман Андрей Иванович (с 1723 года исполнял обязанности вице-президента Коллегии Иностранных дел, в 1725 году получил чин вице-канцлера, занимал эту должность вплоть до 1741 и фактически руководил всей внешней политикой)                         | Головкин Гавриил Иванович (1660—1734) | 1706       | 1734       | | | Пётр I | |
| 2                                              | Екатерина I | Головкин Гавриил Иванович (1660—1734) | 1706       | 1734       | | | | |
| 2                                              | Пётр II | Головкин Гавриил Иванович (1660—1734) | 1706       | 1734       | | | | |
| 2                                              | Анна Иоанновна | Головкин Гавриил Иванович (1660—1734) | 1706       | 1734       | | | | |
| 3                                              | | Черкасский Алексей Михайлович (1680—1742) | 1740       | 1742       | Иван VI | Был назначен канцлером сразу после переворота по свержению Бирона, по совместительству был кабинет-министром и президентом Коллегии Иностранных дел (до 1742) | | |
| 3                                              | Головкин Михаил Гаврилович (сын петровского канцлера, занимал должность вице-канцлера в 1741 году, был арестован при перевороте 25 ноября 1741 г., отправлен в ссылку)                                                                                  | Черкасский Алексей Михайлович (1680—1742) | 1740       | 1742       | Иван VI | Был назначен канцлером сразу после переворота по свержению Бирона, по совместительству был кабинет-министром и президентом Коллегии Иностранных дел (до 1742) | | |
| 3                                              | Бестужев-Рюмин Алексей Петрович (после переворота 25 ноября 1741 года стал вторым членом в Коллегии Иностранных дел, назначен вице-канцлером) | Бестужев-Рюмин Алексей Петрович (после переворота 25 ноября 1741 года стал вторым членом в Коллегии Иностранных дел, назначен вице-канцлером) | 1740       | 1742       | Елизавета Петровна | Был назначен канцлером сразу после переворота по свержению Бирона, по совместительству был кабинет-министром и президентом Коллегии Иностранных дел (до 1742) | | |
| 4                                              | | Бестужев-Рюмин Алексей Петрович (1693—1766) | 1744       | 1758       | Елизавета Петровна | Воронцов Михаил Илларионович (стал вторым человеком в Коллегии Иностранных дел в 1743 году, назначен на должность вице-канцлера в 1744 году, также стал и вице-президентом)                                                                                        | Воронцов Михаил Илларионович (стал вторым человеком в Коллегии Иностранных дел в 1743 году, назначен на должность вице-канцлера в 1744 году, также стал и вице-президентом)                              | Назначен Елизаветой Петровной на должность вице-президента в 1742 году, канцлера в 1744 году. Арестован и лишён этого чина в 1758 г. по обвинению в узурпации императорской власти, отправлен в ссылку. |
| 5                                              | | Воронцов Михаил Илларионович (1714—1767) | 1758       | 1765       | Елизавета Петровна | Вакантно в 1758—1762 | Вакантно в 1758—1762 | Произведён в чин канцлера и должность президента КИД 23 ноября 1758 года. В 1763 году был снят с должности президента КИД, а в 1765 году отправлен в отставку.                                          |
| 5                                              | Голицын, Александр Михайлович (назначен Петром III (распоряжение было подготовлено ещё при Елизавете Петровне, но она уже не могла его утвердить по болезни) вице-канцлером и вице-президентом Коллегии Иностранных дел. Вышел в отставку в 1775 году.) | Голицын, Александр Михайлович (назначен Петром III (распоряжение было подготовлено ещё при Елизавете Петровне, но она уже не могла его утвердить по болезни) вице-канцлером и вице-президентом Коллегии Иностранных дел. Вышел в отставку в 1775 году.) | 1758       | 1765       | Петр III | | | Произведён в чин канцлера и должность президента КИД 23 ноября 1758 года. В 1763 году был снят с должности президента КИД, а в 1765 году отправлен в отставку.                                          |
| 5                                              | Голицын, Александр Михайлович (назначен Петром III (распоряжение было подготовлено ещё при Елизавете Петровне, но она уже не могла его утвердить по болезни) вице-канцлером и вице-президентом Коллегии Иностранных дел. Вышел в отставку в 1775 году.) | Голицын, Александр Михайлович (назначен Петром III (распоряжение было подготовлено ещё при Елизавете Петровне, но она уже не могла его утвердить по болезни) вице-канцлером и вице-президентом Коллегии Иностранных дел. Вышел в отставку в 1775 году.) | 1758       | 1765       | Екатерина II | | | Произведён в чин канцлера и должность президента КИД 23 ноября 1758 года. В 1763 году был снят с должности президента КИД, а в 1765 году отправлен в отставку.                                          |
| Вакантно (Екатерина II не назначала канцлеров) | Вакантно (Екатерина II не назначала канцлеров) | Вакантно (Екатерина II не назначала канцлеров) | 1765       | 1796       | 1 период: Всеми делами занимались Панин и Бестужев (вызванный из ссылки). | | | |
| Вакантно (Екатерина II не назначала канцлеров) | Вакантно (Екатерина II не назначала канцлеров) | Вакантно (Екатерина II не назначала канцлеров) | 1765       | 1796       | Остерман Иван Андреевич (назначен Екатериной II после отставки Голицына. Делами не занимался, а являлся лишь первым лицом Коллегии)                                                     | Остерман Иван Андреевич (назначен Екатериной II после отставки Голицына. Делами не занимался, а являлся лишь первым лицом Коллегии) | 2 период: Панин и Безбородко | |
| Вакантно (Екатерина II не назначала канцлеров) | Вакантно (Екатерина II не назначала канцлеров) | Вакантно (Екатерина II не назначала канцлеров) | 1765       | 1796       | Безбородко Александр Андреевич (назначен Екатериной II на место Остермана. По совместительству был её статс-секретарём.)                                                                | | 2 период: Панин и Безбородко | |
| Вакантно (Екатерина II не назначала канцлеров) | Вакантно (Екатерина II не назначала канцлеров) | Вакантно (Екатерина II не назначала канцлеров) | 1765       | 1796       | 3 период: Безбородко и Бакунин | | | |
| 6                                              | | Остерман Иван Андреевич (1725—1811) | 1796       | 1797       | Павел I | Назначен канцлером за усердный труд, но вследствие интриг и по старости своих лет ушёл в отставку. | | |
| 7                                              | | Безбородко Александр Андреевич (1747—1799) | 1797       | 1799       | Павел I | Куракин Александр Борисович (назначен на место Безбородко в вице-канцлеры, в 1798 отправлен в отставку за придворные интриги) | Куракин Александр Борисович (назначен на место Безбородко в вице-канцлеры, в 1798 отправлен в отставку за придворные интриги)                                                                            | За старания в Коллегии назначен канцлером и президентом КИД. По одной из версий, получил эту должность за то, что сжёг завещание Екатерины II. В 1799 году умер от паралича.                            |
| 7                                              | Кочубей Виктор Павлович (племянник Безбородко, в 1798 году стал вице-канцлером и вице-президентом Коллегии Иностранных дел) | Безбородко Александр Андреевич (1747—1799) | 1797       | 1799       | Павел I | | | За старания в Коллегии назначен канцлером и президентом КИД. По одной из версий, получил эту должность за то, что сжёг завещание Екатерины II. В 1799 году умер от паралича.                            |
| 7                                              | Панин Никита Петрович (племянник любимого воспитателя Павла I — Н. И. Панина. Фактически руководил всей внешней политикой. В 1801 году стал президентом Коллегии Иностранных дел, но попал в опалу и вышел в отставку).                                 | Безбородко Александр Андреевич (1747—1799) | 1797       | 1799       | Павел I | | | За старания в Коллегии назначен канцлером и президентом КИД. По одной из версий, получил эту должность за то, что сжёг завещание Екатерины II. В 1799 году умер от паралича.                            |
| Вакантно                                       | Вакантно | Вакантно | 1799       | 1802       | Александр I | Всей внешней политикой руководил Куракин, Панин, Ростопчин и Кочубей. | | |
| Вакантно                                       | Вакантно | Вакантно | 1799       | 1802       | Александр I | Всей внешней политикой руководил Куракин, Панин, Ростопчин и Кочубей. | Куракин Александр Борисович (повторно назначен вице-канцлером) | Колычёв Степан Алексеевич (годы его назначения вице-канцлером совпадают с годами назначения Кочубея) |
| 8                                              | | Воронцов Александр Романович (1741—1805) | 1802       | 1805       | Александр I | Кочубей Виктор Павлович (повторно стал вице-канцлером, до 1802 был президентом Коллегии (последний), пробыл в должности вице-канцлера вплоть до 1823 года (с перерывами), первый министр внутренних дел (тоже с перерывами))                                       | Назначен канцлером в период падения Панинской системы и союза с Австрией и Англией. Первый министр иностранных дел (до 1804). Умер на посту.                                                             | Колычёв Степан Алексеевич (годы его назначения вице-канцлером совпадают с годами назначения Кочубея) |
| 8                                              | Вакантно | Воронцов Александр Романович (1741—1805) | 1802       | 1805       | Александр I | | Назначен канцлером в период падения Панинской системы и союза с Австрией и Англией. Первый министр иностранных дел (до 1804). Умер на посту.                                                             | |
| Вакантно                                       | Вакантно | Вакантно | 1805       | 1809       | Александр I | | | |
| 9                                              | | Румянцев Николай Петрович (1754—1826) | 1809       | 1826       | Александр I | Член Непременного совета (1801), Министр Иностранных дел (1801—1814), Министр Коммерции (1810), в 1809 году назначен канцлером, с 1810 по 1812 председатель Государственного совета. В 1813 году ушёл в отставку, сохранив за собою чин канцлера (до самой смерти) | | |
| 9                                              | Николай I | Румянцев Николай Петрович (1754—1826) | 1809       | 1826       | | Член Непременного совета (1801), Министр Иностранных дел (1801—1814), Министр Коммерции (1810), в 1809 году назначен канцлером, с 1810 по 1812 председатель Государственного совета. В 1813 году ушёл в отставку, сохранив за собою чин канцлера (до самой смерти) | | |
| Вакантно                                       | Вакантно | Вакантно | 1826       | 1834       | | | | |
| Вакантно                                       | Вакантно | Вакантно | 1826       | 1834       | Нессельроде Карл Васильевич (назначен вице-канцлером после отставки Кочубея. До этого с 1816 года управлял Иностранной коллегией, а в 1822 году был назначен министром иностранных дел) | | | |
| 10                                             | | Кочубей, Виктор Павлович (1768—1834) | 1834 год   | 1834 год   | На протяжении долгих лет исполнял все обязанности канцлера и руководил Коллегией, Министерствами внутренних и иностранных дел. В 1834 году назначен канцлером и в конце года умер.      | | | |
| 11                                             | | Нессельроде Карл Васильевич (1780—1862) | 1844       | 1862       | Вакантно (более не зафиксировано назначений на этот чин) | Вакантно (более не зафиксировано назначений на этот чин) | В 1844 году назначен канцлером (предпоследний). При этом руководил Министерством иностранных дел (с 1816). После смерти Николая I ушёл в отставку, но сохранил за собою чин канцлера.                    | |
| 11                                             | Александр II | Нессельроде Карл Васильевич (1780—1862) | 1844       | 1862       | Вакантно (более не зафиксировано назначений на этот чин) | Вакантно (более не зафиксировано назначений на этот чин) | В 1844 году назначен канцлером (предпоследний). При этом руководил Министерством иностранных дел (с 1816). После смерти Николая I ушёл в отставку, но сохранил за собою чин канцлера.                    | |
| 12                                             | | Горчаков Александр Михайлович (1798—1883) | 1867       | 1883       | Вакантно (более не зафиксировано назначений на этот чин) | Вакантно (более не зафиксировано назначений на этот чин) | С 1856 года министр иностранных дел, с 1867 года за усердные старания назначен канцлером. Фактически ушёл в отставку в 1882 году, но сохранил за собою чин. Стал последним канцлером Российской империи. | |